# Посондон
Посондон (ісп. Pozondón) — муніципалітет в Іспанії, у складі автономної спільноти Арагон, у провінції Теруель. Населення — 83 особи (2010).
Муніципалітет розташований на відстані близько 190 км на схід від Мадрида, 39 км на північний захід від міста Теруель.

## Галерея зображень

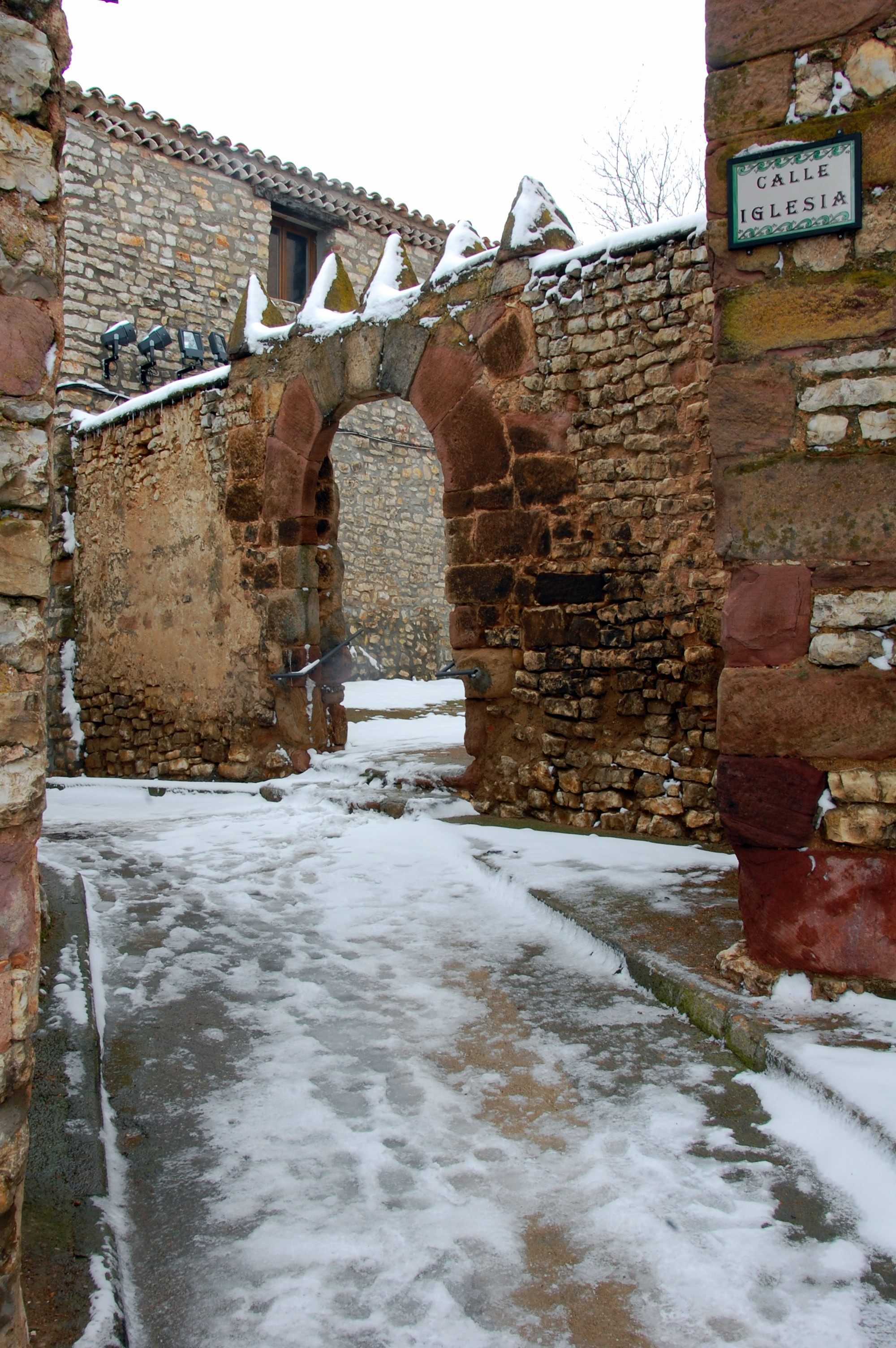

## Демографія
Динаміка населення (INE ):